# 屈·拉约什
屈·拉约什（匈牙利語：Kű Lajos，1948年7月5日—），匈牙利男子足球运动员，司职中场。他曾代表匈牙利国家队参加1972年夏季奥林匹克运动会足球比赛，获得一枚银牌。